# جان تی. فسپرمن
جان تی. فسپرمن (انگلیسی: John T. Fesperman; ۱۲ ژانویهٔ ۱۹۲۵ – ۲ ژوئن ۲۰۰۱) اهل ایالات متحده آمریکا بود.
وی همچنین برندهٔ جوایزی همچون برنامه فولبرایت شده‌است.